# Нове Черніце
Нові Черниці (пол. Nowe Czernice) — село в Польщі, у гміні Черниці-Борові Пшасниського повіту Мазовецького воєводства.
Населення — 200 осіб (2011).
У 1975-1998 роках село належало до Цехановського воєводства.

## Демографія
Демографічна структура станом на 31 березня 2011 року:
|          | Загалом | Допрацездатний вік | Працездатний вік | Постпрацездатний вік |
| -------- | ------- | ------------------ | ---------------- | -------------------- |
| Чоловіки | 102     | 21                 | 73               | 8                    |
| Жінки    | 98      | 17                 | 56               | 25                   |
| Разом    | 200     | 38                 | 129              | 33                   |